# 偉大なる魔女プアン様の観察日記
『偉大なる魔女プアン様の観察日記』（いだいなるまじょプアンさまのかんさつにっき）は、高瀬飛鳥による日本の漫画作品。スクウェア・エニックスの漫画雑誌『月刊ガンガンJOKER』にて、2015年10月号から2017年4月号まで連載された。

## 概要
第24回スクウェア・エニックスマンガ大賞にて佳作に入選。審査では「ちょい古なのがミョーにエロい」「ヒロインのもっさい感が好き」「ぼくはミルヴィアちゃん！」等の評価を受ける（ガンガンJOKER10月号第7巻第10号通巻78号184ページより抜粋）。
『月刊ガンガンJOKER』には読み切り版として2014年9月号・2015年1月号・2015年5月と3度掲載ののち、2015年10月号から連載が開始された。本誌だけでなく、pixivコミックでも、読み切りからtarget2までの話を読むことができる（2016年1月23日現在）。 連載後の各話は「target（話数の数字）」と表記される。

## 設定
魔女について
この作品の世界における魔女とは生き方である。職業でも、種族でもない。本来人間の手に余る魔法をよく学び修め、他者を慈しみ、誰かのために使うことで、魔法は邪なものでなくなる。
強大な魔力を持ちながら他者との関わりを拒む者は、いたずらに恐れを生み、世界の均衡を揺るがす化け物であると考えられている。故に、他者との関わりを持たないプアンや、エーデルは、グレンダを除く長老たちから危険視されている。
長老について
魔女の森は6つの地区に分けられており、1つの地区に約50人の魔女が住んでいる。
それぞれの地区には「長老」と呼ばれる者が一人ずついて、それぞれの地区を長老が治めており、その長老となるには「Aランク以上であること」「120歳以上であること」「3人以上の長老に認められること」が条件である。
長老の業務は担当地区に住む魔女たちへの指導と管理が主であるが、長老に求められるは指導力でも管理力でもなく、他の長老に圧倒されない精神力が資質として求められる。
悪魔と冥界について
悪魔は普段冥界に住んでいるが、冥界では空気のように魔力が存在しており、ジョアンのような悪魔はその魔力を摂取して生きている。しかし、人間界においては大気中に魔力がほとんどないため、大気から魔力を補給できず、放っておくと体内魔力が尽きて消滅してしまう。これは人間が水中で酸素を補給出来ず窒息してしまうのと同じ原理である。悪魔が人間界で活動するには魔女と契約を交わし、常に魔力を供給し続けてもらう必要がある。
この魔力供給には大きな体内魔力を必要とするので、悪魔を従者にすることは魔女のステータスになる。特にセーレのような大悪魔の使役はSランク相当の御業とされる。
セーレによると、悪魔が主に嘘をつくことは大罪であるとされるらしい。

## 主要なキャラクター

### プアンとその周囲
プアン・マーゴック
ランク：ＳＳ　二つ名：創造の魔女（クリエイト・ウィッチ）
身長152センチメートル。史上最年少で魔女試験に合格した、稀代の天才魔女。本編のメインヒロイン。その才能は、大概の魔法は陣を書かなくても使え、全人類とお友達になる「禁忌魔法」を創作するレベル。 新しく作り出した魔法の数々は、歴代魔女の中で最多。そのため、師匠である長老に貰った銘は「創造の魔女（クリエイトウィッチ）」魔女の最高ランクに当たるSSに指定されている。
幼いころより社会と隔絶した生活を送り、友人らしい友人もできずにいた。そのため一般常識に乏しく、人付き合いが不得意。人と目を合わせることと掃除（部屋の片付け）が苦手で、素直かつ純粋。表情や感性は豊かで本の影響を受けやすい。自身でも多くの魔法に関する本をどんどん執筆しているが、その大部分は用途が不明で、莫大な魔力を必要とするため、ごく限られた者にしか使えない内容となっている。
外見は相応に子供っぽく、フリルやリボンの多いヒラヒラした服を好むため、「子供魔女」と呼ばれることもある。
悪食家であり、過去（5年前）の魔女会において自らの手料理を振る舞い、皆のお腹を壊したことで石を投げられた経験もある。
キスは「仲良くなってから、せめて友達になってからするもの」と発言している。
target4で、エーデルと長老の喧嘩の仲裁に、ちょっと怖い感じの兎の姿で登場したことから、着ぐるみ魔女のあだ名が加わった。
Family nameであるマーゴックというのは、「まごつく」の言葉遊びである（原作者ツイッターによる）。
ケルベロス / ケルちゃん
身長168センチメートル。読み切り第1話より登場。プアンの従者であり、ボディガードであり、時に保護者である。 冷静沈着かつクールな性格をしており、紅く美しい瞳を持つ美男子。火の玉を素手で消せるレベルの驚異的な戦闘力を持つが、主であるプアンに何か恩があるらしい。
読み切り時代において、プアンへの態度が従者であるにもかかわらず辛辣だったが、連載開始後はあまり毒を吐くこともなくプアンに振り回される苦労人な側面も見えてきた。料理や洗濯、家事、炊事とどれを取っても優秀である。月1回休暇を貰い、寝起きはすこぶる悪い。セーレとは知り合い。旧名：ナベリウス。嫌い（苦手）なものは野菜。
ミルヴィア・シャーレット
身長は165センチメートルくらい。魔女になって1週間の新米魔女で、胸が大きい。プアンにとって唯一の「友達候補」で「知り合い以上友達未満」の関係。魔女会に行く道中で出会った。メインヒロインであるプアンを除けば、ケルベロスと並んで読み切り第1話から登場。連載開始第1話にもケルベロスとともに登場している。
性格は非常に社交的で、困った人を見過ごせないくらいに優しい。だがその性格のせいか、人を不快にさせることを避ける傾向がある。プアンだけでなくケルベロスとも連絡先を交換しており、本人は「この辺の魔女は全員（私の）LoNEのグループにいるぜ」と豪語している。プアンにプラネットを紹介したのもミルヴィアであり、ミルヴィアとプラネットとは仲が良く、同い年の関係。プアンと仲良くなりたいと思い、頻繁にプアンの元に遊びに行っている。
実は呪いによる吐血体質持ち。病気を司る悪魔による呪いのせいで、本人は「先祖がやらかしちまったみたいでなぁ」と語っている。彼女がいつも付けてる首輪は、グレンダとピコラによる『お手製の』症状を抑える為のお護り
プラネット・タリウム
ランク：Ａ
本誌、第2話より登場。ミルヴィアの友達の一人で、新米であるにもかかわらず、Aランクの称号を得た天才魔女。シールド魔法を得意とする。プアン同盟というLoNEグループに所属。
身長149センチメートル。外見は眼鏡を掛けており、やや釣り目気味。ミルヴィアからの紹介でプアンと出会う。その際、プアンは久々に人の家に来たために入り方がわからず、窓越しにミルヴィアと対面している。プアンがあまりに世間知らずで子供っぽかったため、最初こそ動揺するが、プラネットのAランク昇格を祝して帰り際にプアンが見せた「宙にクジラを出現させる大規模魔法」に感銘を受け、「プアン師範」と呼称するようになる。target3でプアン様と行動をともにした際、「その師範っていうのやめない？」とプアンから働きかけられるが、やめずに続けている。
エーデルツヴィッカー
ランク：SS / 二つ名：省略の魔女（エリプシス・ウィッチ）
target3で初登場。名前が長いため「エーデル」と略することを容認しており、そのように呼ばれる。貰った銘は「省略の魔女」。プアンと同様、最高であるSSランク保持者である。キスにより他人の魔力を吸うことで、不死に近い無限の「生」を得ており、それ故、自分より早くに先立ってしまう、人や友人という存在を極端に嫌う。「省略の魔女」という銘からもわかるように、他人の作った魔法を、より少ない魔力で行使できるように改善することを得意としている。
読書家であり、魔女が出した本は全て読破している。プアンが出した本も全部読んでいるらしく、プアンの魔法を「用途が不明で、平均の10倍ほどの莫大な魔力を必要とするため、特徴的でよく覚えており、消費魔力の削り甲斐があって好き」と評している。
プラネットを、プアンが作った「他人に好きな服を一瞬で着せられる魔法（消費魔力を1/15まで抑えた、エーデルによる改良版）」で強制的に着せ替えさせたり、プラネットやプアンにキス（魔力吸収）を迫ったり（プラネットは気絶し、プアンには未遂）、プアンの素直さに惚れて求婚するなど、行動や性格が奔放である。
他の魔女の間の噂でも、「極度の面倒臭がり」「100年近く外出していない」「頭が良すぎて会話が成立しない」「この森の初代長老だった」「人嫌いが過ぎて何人もの魔女を植物に変えてしまった」など、いわくつきの謎が多く、かなり気難しい性格をしているとされ、たれ目で、表情をほとんど変えていないように見えるため、一見、感情すらないように思えるが、本人にはそのような自覚はない様子。
エーデル自身によるとプアンたちが住む森で最年長だが、自分を差し置いて長老を「クソババア」と呼ぶ。

### 長老たち
グレンダ・プレガーレ / オババ様　管轄：ヨーシン地区
ランク：S / 二つ名：増幅の魔女（アンプリファイ・ウィッチ）
プアンたちが住んでいる地区の長『長老』の一人。プアンの師匠でもあり、プアンの母親とも仲が良いらしい。target4で初登場。長老魔女の中でもとびきり権力を有しているようだが、target3時点ではその詳細は不明だった。長老という立場上、「宙にクジラを出現させる大規模魔法」を無断で行使したプアンに罰を与えたりするものの、幼少期のプアンとの思い出を魔法で投影してエーデルに自慢したり、ほかの長老達に「プアンに危害を加えるならば長老の座を捨ててでも阻止する覚悟だ」と釘を刺すなど、親バカとも言うべき溺愛ぶりも見せている。エーデルツヴィッカーとは相性が悪いが、付き合いも長い模様。
ゴルディ・スプリング　管轄：イワン地区
ランク：A / 二つ名：指導の魔女（ガイダンス・ウィッチ）
現『長老』メンバーの中では就任歴が長く、リーダー的存在。
厳格でいつも眉間にシワが寄っている。
自身で創作した魔法はひとつもないが、扱える魔法は歴代最多。自分の鍛錬や魔法の捜索に熱心な魔女たちが多い中、弟子たちの指導に力を入れている、(魔女としては)珍しいタイプ。
プリン・リルギル、ローザリッテ・ホバン、カサンドラ・ロレーヌ、
Target11で初登場の長老。
ピコラ・フォンシュ　管轄：サスリー地区
ランク：A / 二つ名：装飾の魔女（オーナメント・ウィッチ）
サスリー地区長老で、パンジー・サラ・ミルヴィアの師匠。自分の弟子を猫可愛がりすることで有名。
おっとりしているが、根はかなりの頑固。比較的若い頃に長老になったが、意外と馴染んでいる。プリンやローザリッテなどはピコラの魔法で若い姿にしてもらっているため、彼女に頭が上がらない。

### その他の者たち
セーレ
エーデルツヴィッカーの従者。target3で初登場。わずか7コマだけ姿を現した。（オババ様から与えられた罰により）エーデルツヴィッカーに手紙を届けに来たプアンとプラネットを、迷子の幼女だと勘違いする。長身で肌はやや黒く、エルフのような尖った耳を持っている。長髪を顔の左側で三つ編みのように結っており、一見、優男風の容姿をしているのが特徴。二人に名前を名乗る前に、エーデルツヴィッカーの手によって、森の彼方に吹き飛ばされて退場した。
ケルベロスとは昔からの知り合いで、ケルベロス曰く「極度のバカ」。50年近く休暇を貰っておらず、許可なしに喋れば罰され、何故かよく吹っ飛ばされるとのこと。ケルベロスから連絡先を教えることを拒否されている。
ジョアン
小悪魔。セーレを騙ってプラネットに呼び出された。プラネットに自分と契約してもらうため、ケルベロス相手に「相手の額にデコピンした方が勝ち」という試合を申し込んだ。最終的にプラネットの従者となる。
ベロニカ・ワンダーロウ
ランク：D
元々はローザリッテの弟子であり、ムックス地区に住んでいたが、そりが合わずグレンダの治めるヨーシン地区に移住してきた。魔法はあまり得意ではないが、毒関係に精通している新米魔女。ただ、それ以外には興味が無い上に、努力嫌いなためランクは低い。ペチカとは同期であり、相棒のような存在。現在は二人で一緒に暮らしている、
己の力を認めさせる為、手当たり次第に魔女を襲っており、プアンに毒入りクッキーを渡して毒殺しようともした。ケルベロスに好意がある様子。読み切り3話に登場。
ペチカ・フラッティス
ランク：C
テレポートが得意な新米魔女。ベロニカと一緒に手当たり次第に魔女を襲っており、プアンに毒入りクッキーを渡して毒殺する計画に協力した。姐さんと呼んでいることから、ベロニカより立場は下。読み切り3話に登場。
実は名家『シャープル』家に近侍する名家『フラッティス』家の長女であり、妹キャサリンが代わりに役目を引き継いだ事で、その役目から開放されている。ベロニカの悪巧みを手伝っているが、育ちの良さから悪事は苦手であり、ベロニカの計画に穴を作る原因になることが多い。
ライラ・スー
ランク：D
森に住む魔女の手紙や荷物を配達することを生業にしている魔女。元々は大人しく聡明な魔女だったが、悪魔との契約によりハーピィのような姿になった。そして体だけでなく脳にも影響が出ており、昔の聡明さはなりを潜め、明るい性格に変わってしまった。迷言・珍言など喋り方が怪しいのもそのせいである。
レアージュ・マーゴック
ランク：SS
Target11で初登場。プアンの母親。 マーゴック家はレアージュ・マーゴッグが、突如SSランクの魔力を持ったことで始まった歴史の浅い家柄。

## 書誌情報
- 高瀬飛鳥 『偉大なる魔女プアン様の観察日記』 スクウェア・エニックス〈ガンガンコミックスJOKER〉、全3巻
  1. 2016年5月21日発売[3]、ISBN 978-4-7575-4988-3
  2. 2016年11月22日発売[4]、ISBN 978-4-7575-5176-3
  3. 2017年5月22日発売[5]、ISBN 978-4-7575-5351-4